# Egon Schnabel
Egon Schnabel (* 19. Mai 1937 in Wechmar) ist ein früherer deutscher Biathlet.
Egon Schnabel gehört zu den Pionieren des Biathlonsports in Deutschland. Der für den ASK Vorwärts Oberhof startende Soldat der NVA begann mit der Etablierung des Sports 1959 mit dem Training. 1964 nahm er an den Olympischen Winterspielen von Innsbruck teil und wurde im Einzel 24. 1965 bis 1967 gewann er dreimal in Folge die Titel des DDR-Meisters. 1965 gewann er zudem Gold im Militärpatrouillenlauf. Vizemeister wurde er 1962 im Einzel, 1967 und 1968 in der Staffel. Bronzemedaillen gewann er 1963 mit der Militärpatrouille und 1964 im Einzel.